# Hällestad
Hällestad – miejscowość (tätort) w Szwecji, w regionie administracyjnym (län) Östergötland, w gminie Finspång.
Według danych Szwedzkiego Urzędu Statystycznego liczba ludności wyniosła: 335 (31 grudnia 2015), 318 (31 grudnia 2018) i 322 (31 grudnia 2019).